# Сент-Китс и Невис на летних Олимпийских играх 2016
Сент-Китс и Невис на летних Олимпийских играх 2016 года будет представлен как минимум шестью спортсменами в лёгкой атлетике.

## Состав сборной
Лёгкая атлетика
1. Антуан Адамс
2. Алистер Кларк
3. Ким Коллинз
4. Бриджеш Лоуренс
5. Джейсон Роджерс
6. Тамека Уильямс

## Результаты соревнований

### Лёгкая атлетика
Мужчины
Беговые дисциплины
| Дисциплина            | Спортсмен                                              | Предварительный раунд | Предварительный раунд | Предварительный раунд | Четвертьфиналы | Четвертьфиналы | Четвертьфиналы | Полуфиналы | Полуфиналы | Полуфиналы | Финал | Финал |
| Дисциплина            | Спортсмен                                              | Забег                 | Время                 | Место                 | Забег          | Время          | Место          | Забег      | Время      | Место      | Время | Место |
| --------------------- | ------------------------------------------------------ | --------------------- | --------------------- | --------------------- | -------------- | -------------- | -------------- | ---------- | ---------- | ---------- | ----- | ----- |
| бег на 100 метров     | Ким Коллинз                                            |                       |                       |                       |                |                |                |            |            |            |       |       |
| бег на 100 метров     | Антуан Адамс                                           |                       |                       |                       |                |                |                |            |            |            |       |       |
| бег на 100 метров     | Бриджеш Лоуренс                                        |                       |                       |                       |                |                |                |            |            |            |       |       |
| бег на 200 метров     | Антуан Адамс                                           |                       |                       |                       | не проводится  | не проводится  | не проводится  |            |            |            |       |       |
| Эстафета              | Предварительный раунд                                  | Предварительный раунд | Предварительный раунд | Предварительный раунд | Полуфинал      | Полуфинал      | Полуфинал      | Финал      | Финал      | Финал      | Финал | Финал |
| Эстафета              | Состав                                                 | Забег                 | Время                 | Место                 | Забег          | Время          | Место          | Состав     | Состав     | Состав     | Время | Место |
| эстафета 4×100 метров | Джейсон Роджерс Ким Коллинз Алистер Кларк Антуан Адамс |                       |                       |                       | не проводится  | не проводится  | не проводится  |            |            |            |       |       |

Женщины
Беговые дисциплины
| Дисциплина        | Спортсмен      | Предварительный раунд | Предварительный раунд | Предварительный раунд | Четвертьфиналы | Четвертьфиналы | Четвертьфиналы | Полуфиналы | Полуфиналы | Полуфиналы | Финал | Финал |
| Дисциплина        | Спортсмен      | Забег                 | Время                 | Место                 | Забег          | Время          | Место          | Забег      | Время      | Место      | Время | Место |
| ----------------- | -------------- | --------------------- | --------------------- | --------------------- | -------------- | -------------- | -------------- | ---------- | ---------- | ---------- | ----- | ----- |
| бег на 200 метров | Тамека Уильямс |                       |                       |                       | не проводится  | не проводится  | не проводится  |            |            |            |       |       |